# Action 52
Action 52 er et multicart-spil lavet af Active Enterprises. Spillet blev udgivet i september 1991 til Nintendo Entertainment System (NES) og i 1993 til Sega Mega Drive. Spillet er kendt som et af de dårligste spil nogensinde lavet til NES, specielt til den forholdsvis høje pris på 199 US$ (omkring 1.119 DKK). Spillet inkluderer 52 spil, som navnet indikerer, dog virker 2 af spillene ikke på grund af en programmeringsfejl.

## Cheetamen
Det sidste spil på Action 52 hedder Cheetamen, og er blevet meget populært blandt NES-samlere og -fans. I spillet skal 3 geparder redde en spil-programmør, men fra hvad ved man ikke. Spillet har mange fejl, blandt andet er der 3 "Level 3". I 1996 blev Cheetamen 2 udgivet af Active Enterprises. Spillets cartridge er genbrugte Action 52-cartridges med et Cheetamen 2-klistermærke bag på. I 2011 blev spillet Cheetamen: The Creation afsløret efter angiveligt at have været gemt væk i et pakhus i Californien. Spillet kan nu købes for 500 US$.
| computerspil | Spire Denne computerspilsrelaterede artikel er en spire som bør udbygges. Du er velkommen til at hjælpe Wikipedia ved at udvide den. |